# Macal·la
Macal·la  (en llatí Macalla, en grec antic Μάκαλλα) va ser una antiga ciutat del Brútium al territori de Crotona, on, segons Licofró, hi havia el sepulcre de Filoctetes, a qui els habitants rendien honors.
L'autor de l'obra De Mirabilibus, (atribuït a Pseudo-Aristòtil), explica la mateixa tradició, i afegeix que hi havia al temple d'Apol·lo l'arc i les fletxes d'Hèracles, però els habitants de Crotona el van robar i el van portar al temple d'Apol·lo de la seva ciutat.
Era una ciutat dels enotris, però més tard va desaparèixer. La situació exacta de Macal·la no ha estat determinada, tot i que el De Mirabilibus diu que es trobava a 120 estadis de Crotona.